# Piggy Bank (chanson)
 (janvier 2013).
Pour les articles homonymes, voir Piggy Bank.
Pistes de The Massacre
I'm Supposed to Die Tonight
(4) Gatman and Robbin'
(6)
Piggy Bank est la 5e chanson de 50 Cent issue de son deuxièmes album, The Massacre. Elle n'a pas été sortie comme single, mais a été numéro 88 en raison de ses controverses sur son attaque sur Ja Rule, aussi bien que Jadakiss et Fat Joe, qui avaient travaillé avec Ja Rule sur sa chanson New York. Dans la chanson 50 Cent attaque aussi les rappeurs Shyne, Kelis, Lil' Kim et Nas. Il mentionne également Tupac Shakur, Jay-Z, Mobb Deep et Michael Jackson dans la chanson, mais pas négativement.

## Genèse
En 2004, Ja Rule a sorti New York, une chanson de son album, R.U.L.E sur laquelle apparait Fat Joe et Jadakiss. La chanson était bien reçue par les fans de Hip Hop. Elle a été un grand succès pour Ja Rule après la baisse de sa popularité après qu’il a querellé 50 Cent. Dans la chanson, Ja Rule mentionne de manière subliminale 50 Cent :
So print this you fag, you're no longer desired, So take off them silly chains, put back on your wire. I'm on fire...
La ligne finale étant une référence à la chanson On Fire de 50 Cent featuring Lloyd Banks. 50 Cent décide de lui répondre avec « Piggy Bank ». 50 Cent a déclaré qu'il a attaqué Jadakiss et Fat Joe parce qu’ils ont travaillé avec Ja Rule. Selon lui les deux l'avaient attaqué dans le passé.
50 Cent a attaqué Shyne parce que ce dernier a parlé à Ja Rule pour signer à Murder Inc. En conséquence, 50 a mentionné Shyne où il a dit :
“ "I heard Irv trying to sign Shyne so I don't have no love for him, tell him 50 said he's soft, he won't shoot up the club again ".”
NASEn 2003, des rumeurs ont été distribuées dans tout le milieu de rap que NAS parle avec Irv Gotti pour signer à Murder Inc. bien que les rumeurs aient prouvé faux, mais 50 Cent le mentionne dans la chanson.. Au début, les deux avaient des relations proches, NAS featuring dans deux chansons de l’album Guess Who's Back? en 2002. 50 Cent cite que NAS est erratique comme raison de sa méfiance. 50 Cent note que tandis que NAS a dans le passé quand il préfère de rester dans la paix, il était également la même personne le 27 juin 2002 quand il a attaqué verbalement plusieurs rappeurs comprenant Cam'ron, Nelly, Nore, Nore et le DJ de Hot97 New York Radio, Angie Martinez. NAS plus tard a fait des excuses à ceux qu'il avait attaqués, retournant de nouveau à sa croyance paisible précédente.
On spécule également que la mésentente a commencé entre les deux en raison que 50 Cent a été remplacé dans la chanson populaire de Jennifer Lopez "I'm Gonna Be Alright" par NAS. Après que 50 ont été tirés, ses producteurs, Trackmasters, l’ont remplacé par NAS. Il est possible que la mésentente entre les deux rappeurs se soit développée pour cette raison. Il est également que NAS n’a pas travaillé avec Irv Gotti, qui avait arrangé la chanson. Également vers 50 Cent sur la chanson de Jennifer ont été enlevés dans les éditions internationales de son album remixé.
Il est également clair que NAS ait fait des commentaires dépréciatifs environ 50 de, longtemps avant que Piggy Bank ait été sorti. À un concert libre dans le Central Park, à New York, NAS a fait un rapport concernant la qualité de la musique de 50 Cent. C'est la raison principale de 50 Cent d'ajouter NAS dans la chanson. Cependant, NAS a indiqué qu'il a eu réellement le respect pour 50 Cent. 50 Cent a répondu à cet incident en attaquant NAS dans Piggy Bank, NAS a répondu dans la chanson "MC Burial (Don't Body Ya Self)"